# Мондолфо
Мондолфо (итал. Mondolfo) је насеље у Италији у округу Пезаро и Урбино, региону Марке.
Према процени из 2011. у насељу је живело 3068 становника. Насеље се налази на надморској висини од 68 м.

## Становништво
| 1936. | 1951. | 1961. | 1971. | 1981. | 1991.  | 2001.  | 2011.  |
| ----- | ----- | ----- | ----- | ----- | ------ | ------ | ------ |
| 5.030 | 5.617 | 5.985 | 6.928 | 9.443 | 10.374 | 11.090 | 11.735 |